# Берлинский сецессион
Берлинский сецессион (нем. Berliner Secession) — художественное объединение берлинских живописцев и скульпторов конца XIX века, отвергавших доминировавшее в то время академическое искусство.

## История

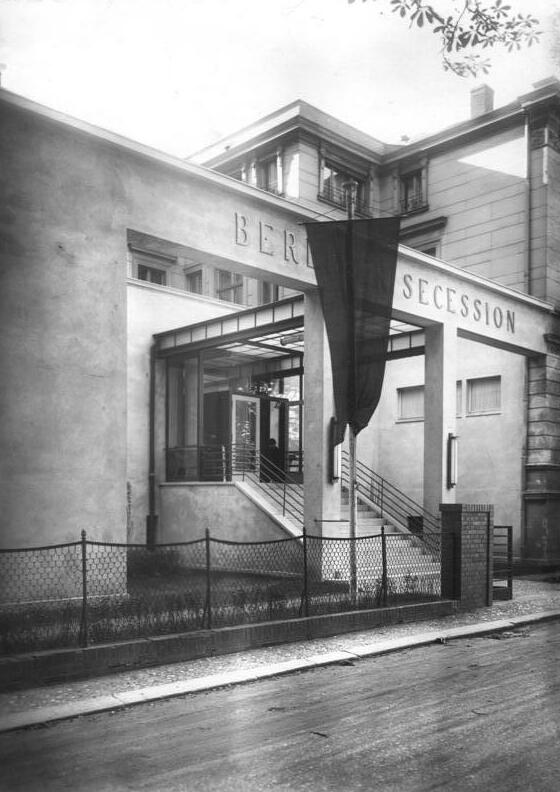
Здание Берлинского сецессиона

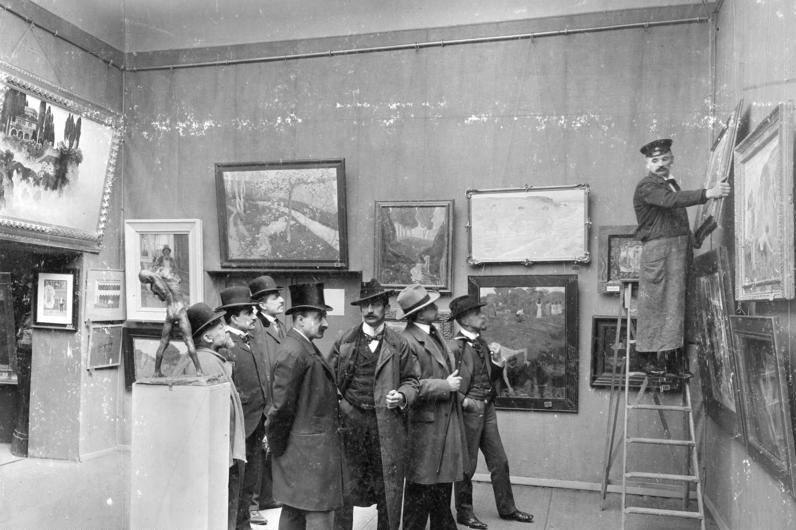
Правление Сецессиона и выставочная комиссия в процессе подготовки к выставке 1904 года, слева направо: Вилли Дёринг, Бруно Кассирер, Отто Энгель, Макс Либерман, Вальтер Лейстиков, Курт Херрманн, Фриц Климш

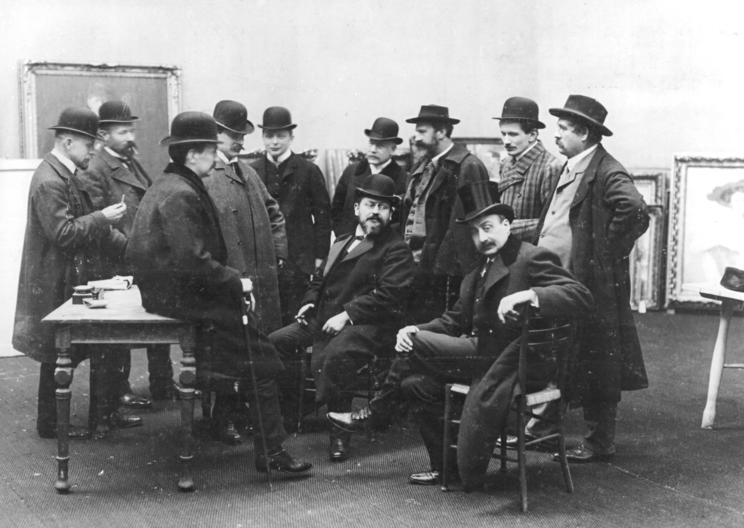
Жюри выставки Берлинского сецессиона 1908 года, слева направо: Фриц Климш, Август Гауль, Вальтер Лейстиков, Ганс Балушек, Пауль Кассирер, Макс Слефогт (сидит), Жорж Моссон (сидит), Карл Макс Крузе (стоит), Макс Либерман (сидит), Эмиль Рудольф Вайсс (стоит), Ловис Коринт (стоит)

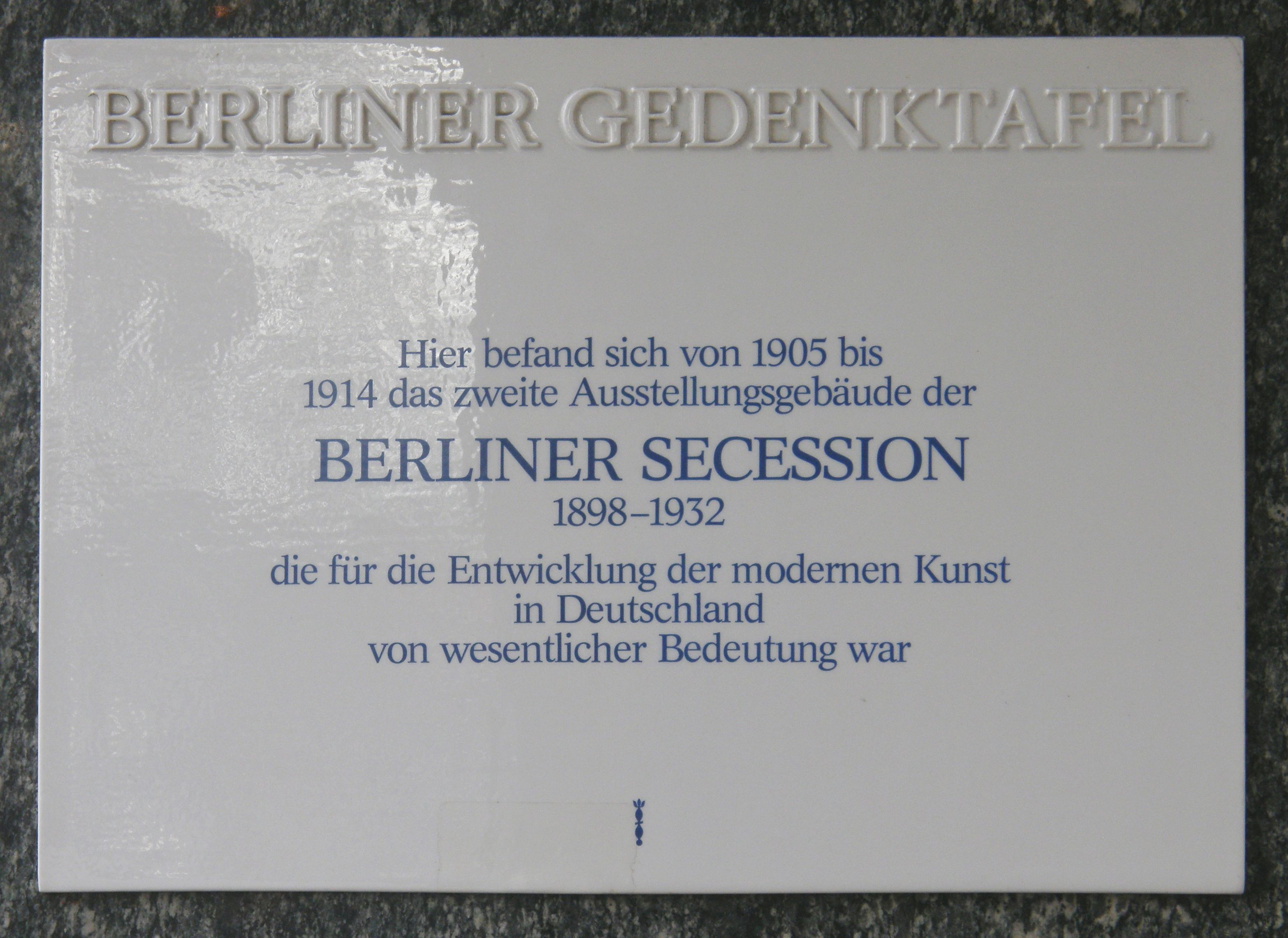
Мемориальная доска Берлинскому сецессиону на Курфюрстендамм

Разногласия в среде берлинских художников, закончившиеся образованием Берлинского сецессиона и других художественных групп, появились ещё в 1891 году в связи с Большой международной художественной выставкой, проводившейся в Берлине. Год спустя комиссия Союза берлинских художников отвергла картины Эдварда Мунка. В феврале 1892 года несколько художников во главе с Вальтером Лейстиковом, Францем Скарбиной и Максом Либерманом объединились в «свободное объединение по организации художественных выставок» и в 1892 году провели выставку так называемых «Одиннадцати», не покидая при этом Союз берлинских художников и принимая участие в ежегодном салоне — «Большой берлинской художественной выставке».
Изменения в уставе Всеобщего германского художественного товарищества, подготовленные Антоном фон Вернером и Хуго Шнарсом-Альквистом в октябре 1892 года, позволили сохранить этот союз. Но в ноябре 1892 года разразился скандал в связи с принятым большинством членов товарищества решением закрыть выставку работ Эдварда Мунка, которые были названы «отвратительными, ужасными и безобразными». Художники, придерживавшиеся иной точки зрения, ещё не чувствовали в себе сил для того, чтобы порвать с системой, сложившейся в выставочном деле. Поэтому в 1893 году параллельно Большой берлинской художественной выставке, проходила Свободная берлинская художественная выставка.
В 1898 году жюри Большой берлинской художественной выставки не приняло к участию пейзаж Вальтера Лейстикова. Это стало окончательным свидетельством тому, что «современному искусству» не стоило ожидать поддержки от существовавших организаций. В ответ на это 65 художников объединились в организованный Лейстиковом Берлинский сецессион. Макс Либерман был избран его президентом. Братья-галеристы Бруно и Пауль Кассиреры были назначены управляющими секретарями Сецессиона. Самым влиятельным противником Сецессиона стал директор Королевской академической высшей школы изобразительных искусств Антон фон Вернер, советник кайзера по вопросам современного искусства.
19 мая 1899 года в небольшом здании на улице Кантштрассе в берлинском районе Шарлоттенбург открылась выставка из 330 произведений живописи и графики и 50 скульптур. В 1905 году Берлинский сецессион переехал в новое здание на Курфюрстендамм 208, где в настоящее время размещается Театр на Курфюрстендамм. В 1909 году в Берлинском сецессионе состояло 97 членов.
В 1910 году в Сецессионе произошёл раскол, когда его жюри отвергло работы 27 художников, преимущественно экспрессионистов. По инициативе Георга Тапперта, Генриха Рихтера-Берлина и других, в частности Макса Пехштейна, была образована новая художественная группа — Новый сецессион. Её первая выставка открылась в мае 1910 года под названием «Отказники Берлинского сецессиона 1910». Пехштейн был назначен президентом, Тапперт — председателем.
После своего резкого письма, в котором Эмиль Нольде выступил против президента Макса Либермана, Нольде был исключён из Сецессиона, а спустя некоторое время Либерман и его ближайшие соратники сложили свои административные полномочия. Преемником Либермана на посту президента стал Ловис Коринт. В декабре 1912 года Пауль Кассирер был назначен председателем. Летняя выставка 1913 года стала последним успехом Сецессиона. Из-за того, что ряду картин было отказано в участии в выставке, их авторы организовали собственную выставку, что вызвало очередной раскол в Берлинском сецессионе. После того, как они отказались выйти из Сецессиона, о своём выходе из него заявили Слефогт, Либерман, Кассирер и ещё около 40 художников.
В марте 1914 года художники, покинувшие Берлинский сецессион, организовали Свободный сецессион, почётным президентом которого был назначен Макс Либерман. Берлинский сецессион просуществовал до 1933 года. Его последним президентом был майенский художник Эмиль ван Хаут.

## Известные участники Берлинского сецессиона
- Ганс Балушек
- Эрнст Барлах
- Пауль Баум
- Макс Бекман
- Шарлотта Беренд-Коринт
- Йозеф Блок
- Вальтер Бонди
- Эрих Бюттнер
- Ловис Коринт
- Анна Костенобль
- Шарль Кродель
- Лионель Фейнингер
- Филипп Франк
- Гуго фон Габерман
- Роберт Генин
- Август Гауль
- Пьер Жирьё
- Карл Хагемейстер
- Филипп Харт
- Эмиль ван Хаут
- Эрих Хеккель
- Франц Хеккендорф
- Дора Хитц
- Ульрих Хюбнер
- Франц М. Янсен
- Эрнст Людвиг Кирхнер
- Фриц Климш
- Макс Клингер
- Георг Кольбе
- Вильгельм Кольхофф
- Кете Кольвиц
- Лео фон Кёниг
- Август Краус
- Бруно Краускопф
- Карл Макс Крузе
- Готхард Кюль
- Вальтер Лейстиков
- Макс Либерман
- Макс Ут
- Генрих Эдуард Линде-Вальтер
- Отто Модерзон
- Оскар Молл
- Жорж Моссон
- Эдвард Мунк
- Макс Нейман
- Эмиль Нольде
- Эрнст Опплер
- Эмиль Орлик
- Макс Шлихтинг
- Карл Шмидт-Ротлуф
- Клара Зиверт
- Рене Синтенис
- Франц Скарбина
- Мария Слафона
- Макс Слефогт
- Рихард Шайбе
- Ойген Шпиро
- Роберт Штерль
- Вильгельм Трюбнер
- Лессер Ури
- Эмиль Рудольф Вайсс
- Юлия Вольфторн
- Дора Хитц
- Генрих Цилле
- Лиоба Цислер
- Вилли Якель